# Мал хамам (Банско)
Мал хамам (на македонска литературна норма: Мал амам) е бивш хамам, турска баня в струмишкото село Банско, Северна Македония.
Хамамът е бил югоизточно от Ески хамам, над южната стена на помещението с големия басейн на Римските бани. В 1996 година неговата северна част е унищожена, за да се разкрият Римските терми. Хамамът е имал правоъгълна основа, преградена в средата, за да се получат две помещения. Имал е вани и ниски пейки, басейни с бял мрамор и под от плоски плочи, свързани с хоросан. Хамамът е зидан от камък и варов хоросан и вероятно е изграден в XVIII или XIX век. Използвал е термалния извор южно от него.